# Поляны (Сморгонский район)
Поля́ны (бел. Паля́ны, пол. Polany) — деревня в Сморгонском районе Гродненской области Белоруссии.
Входит в состав Жодишковского сельсовета.
Расположена в северной части района. Расстояние до районного центра Сморгонь по автодороге — 30,5 км, до центра сельсовета агрогородка Жодишки по прямой — 11,5 км. Ближайшие населённые пункты — Будилки, Селище, Хотиловичи.
Согласно переписи население Полян в 1999 году насчитывало 57 человек.
Название говорит о том, что поселение было основано на поляне — открытом участке земли в лесу, имеющим естественное или искусственное происхождение.
Через деревню проходят местные автомобильные дороги:
- Н6748 Малиновая — Сыроватки — Андреевцы — Поляны
- Н6750 Поляны — Нестанишки

Через населённый пункт проходят регулярные автобусные маршруты:
- Сморгонь — Лылойти
- Сморгонь — Нестанишки

К востоку от Полян располагается территория охотничьего заказника «Жодишковский».